# Dracontium margaretae
Dracontium margaretae är en kallaväxtart som beskrevs av Josef Bogner. Dracontium margaretae ingår i släktet Dracontium och familjen kallaväxter. Inga underarter finns listade.